# 조던 래드
조던 래드(Jordan Ladd, 1975년 1월 14일 ~ )는 미국의 배우이다.

## 출연 작품

### 영화
- 뱀파이어 (1995)
- 어디에도 없는 영화 (1997)
- 25살의 키스 (1999)
- 스페셜스 (2000)
- 캐빈 피버 (2002)
- 클럽 드레드 (2004)
- 매드하우스 (2004)
- 인랜드 엠파이어 (2006)
- 호스텔 2 (2007)
- 데쓰 프루프 (2007)
- 그레이스 (2009)
- 블루 라인 (2017) - 린지 월터스 역
- The Untold Story (2017)
- 보이스 (2020, Voices)

### 텔레비전
- 미녀 삼총사 (1978)
- 식스 핏 언더 (2001)